# Anderson Francisco Nunes
Anderson Francisco Nunes, mais conhecido como Nunes (São Paulo, 23 de outubro de 1982), é um ex-futebolista brasileiro que atuava como atacante.

## Carreira

### Santo André
Revelado nas categorias de base do Santo André, onde conquistou a Copa São Paulo de Futebol Júnior em 2003, em que derrotou o Palmeiras que contava em seu elenco o atacante Vágner Love. Nesta partida, realizada na manhã de 25 de janeiro de 2003, imitou um porco ao marcar um dos gols do empate por 2 a 2 no tempo regulamentar e causou uma enorme confusão no Pacaembu. A Federação Paulista de Futebol considerou Nunes culpado pela confusão envolvendo a torcida do Palmeiras e a PM e foi multado à época em R$ 20 mil.
Na tarde daquele mesmo 25 de janeiro, jogou pela equipe principal e marcou seu primeiro gol como profissional, contra o Santos, pelo Campeonato Paulista. Nesse mesmo ano conquistou a Copa Paulista.
Em 2004, conquistou o maior título de sua carreira, a Copa do Brasil.
Após sua saída do Santo André por mais 8 clubes sempre deixando sua marca, que são os gols, se transferiu para o Bragantino onde conseguiu ser o artilheiro da equipe no Campeonato Brasileiro da Série B em 2008 com a marca de 15 gols.
Em 2009, após uma campanha razoável com a equipe de Bragança Paulista, se transferiu para o clube que o projetou para o futebol, o Santo André. Em seu primeiro jogo após a volta ao time que o revelou, o atacante marcou um belo gol contra o Botafogo válido pela primeira rodada do Campeonato Brasileiro de 2009. Foi o artilheiro da equipe no Brasileirão com 13 gols, mas não evitou a queda do Ramalhão para a Série B.
Em 2010, foi um dos destaques e o artilheiro da equipe do Santo André, que acabou sendo vice-campeão do Campeonato Paulista. Em maio, após o término do Paulistão, se transferiu por empréstimo para o Vasco da Gama. Mas ao final da temporada, com muitas lesões e baixo aproveitamento no time carioca, Nunes retornou ao Santo André. Pelo Vasco, atuou apenas em 14 partidas, com três gols marcados.
Em 2011, Nunes acertou sua ida ao time do Red Bull Brasil da A2 2011. Em sua estreia, fez dois gols na vitória de seu time por 4–3 sobre o União Barbarense. Em sua curta passagem pelo clube, fez seis gols em sete jogos.
No segundo semestre do mesmo ano, acertou com o São Caetano para a disputa da Série B do Campeonato Brasileiro.

### Avaí
Para a temporada de 2012, Nunes foi anunciado como reforço do Avaí. No clube de Florianópolis, iria disputar o Campeonato Catarinense e a Série B do Campeonato Brasileiro. Sua estreia pelo time aconteceu no dia 9 de fevereiro, no jogo válido pela sexta rodada do estadual, quando o Avaí venceu o Marcílio Dias em Itajaí por 5–2. Neste jogo Nunes entrou no lugar de Neilson no segundo tempo e deu um passe para o gol de Robinho, segundo marcado pelo time. Seu primeiro gol demorou, mas veio na sétima rodada do Estadual e logo no Clássico de Florianópolis. Nunes anotou o primeiro do Avaí no empate em 2–2 fora de casa. Nesta mesma partida, Nunes se envolveu em uma polêmica com o seu companheiro de equipe Bruno. Segundo depoimento do próprio Nunes, os dois teriam discutido e Bruno teria cuspido em seu rosto. Após o fato, tudo foi resolvido e Nunes publicou um pedido de desculpas ao companheiro via Twitter.

### Botafogo-SP
Em 27 de novembro de 2012, assinou com o Botafogo-SP para a temporada 2013. Em partida pelo Paulistão contra o Santos, levou um famoso lençol de Neymar, que recebeu a bola pingando e de sola toca ela contra a grama e fazendo-a quicar passando por cima de Nunes, em um dos mais bonitos dribles da carreira do camisa 10.

### Sport
Em 15 de maio de 2013, assinou com o Sport Recife para a temporada 2013–2014.

### Retorno ao Santo André
Acertou, em 2014, seu retorno para o Santo André, sendo mais uma vez artilheiro da grande equipe do ABC. Em um clássico entre Santo André e São Caetano, pela Série A-2 do Paulistão de 2014, imitou o personagem Galinha Pintadinha para provocar o rival e gerou grande confusão. Neste Campeonato, foi o artilheiro com 10 gols marcados.

### Bragantino
Acertou, no dia 15 de maio de 2014, com o Bragantino, após bons jogos pelo Santo André.

### Guarani
Nunes foi o primeiro reforço de peso do Guarani para a temporada de 2015. Pelo clube, fez 18 partidas e marcou 7 gols.

### Retorno ao Botafogo-SP
Nunes foi contratado pelo Botafogo-SP para a disputa da Série D de 2015 e conseguiu o acesso para a Série C de 2016. Após uma série de atuações ruins no Botafogo-SP e tendo uma briga com um membro diretoria foi afastado do time.
Com a camisa do Pantera, ao todo, disputou 39 partidas oficiais, anotando 11 gols: foram 17 jogos e sete gols pelo Paulistão 2013, 13 jogos e quatro gols na Série D do Brasileiro 2015, além de mais nove jogos pelo Paulistão de 2016.

### Portuguesa
No segundo semestre de 2016, acertou com a Portuguesa para a disputa da Série C do Brasileiro.

### Gama
No Gama-DF, foi campeão e artilheiro do Campeonato Brasiliense de 2019, com 13 gols.
Foi a principal liderança da equipe na conquista do Candangão 2019 e 2020 e acumulou 41 jogos e 26 gols, uma média de 0,63 por partida.
Após sair do Gama, chegou a ser anunciado pelo Brusque, mas não atuou pelo clube.

### Resende
No início de 2021, acertou com o Resende FC até o final do Campeonato Carioca. Foi dispensado em abril do mesmo ano.

### Quarta passagem pelo Santo André
Em maio de 2021, retornou ao Santo André para a disputa da Série D do Campeonato Brasileiro.

### Goianésia
Em sua primeira passagem pelo clube, em 2022, marcou 4 gols em 11 jogos.
Em 2023, participou de 5 jogos e não marcou gols.

### Itapirense
No início de 2023, acertou com a Itapirense para o Campeonato Paulista da Série A3.

### Retorno ao Gama e aposentadoria
Em 2024, disputou o Campeonato do Distrito Federal pelo Gama, onde fez cinco gols em oito jogos, dois deles no clássico local contra o Brasiliense.
Ainda em 2024, atuou pelo Monte Roraima, onde marcou dois gols contra São Raimundo e do Atlético Roraima na disputa do Campeonato Roraimense.
Em 2025, retornou ao Gama para disputar o Candangão 2025, sua quinta passagem pelo clube. Em fevereiro, a uma rodada do fim do Candangão, anunciou a aposentadoria dos gramados aos 43 anos.

## Títulos
Santo André
- Copa São Paulo de Futebol Júnior: 2003
- Copa Paulista: 2003
- Copa do Brasil: 2004

Al-Ahli
- Copa da Federação Saudita: 2007
- Copa do Príncipe: 2007

Avaí
- Campeonato Catarinense: 2012

Botafogo-SP
- Campeonato Brasileiro - Série D: 2015

Brasiliense
- Campeonato Brasiliense: 2017

Gama
- Campeonato Brasiliense: 2019, 2020

## Individuais
- Artilheiro do Campeonato Paulista de - Série A2: 2014 - (10 gols)

## Campanhas de destaque
Santo André
- Campeonato Paulista: 2º lugar - 2010